# 漫唐堂
上海漫唐堂，是以漫画创作为主的动漫企业。主要进行原创漫画的企划、创作和发售。其中以四格漫画《1区212》最为有代表性。

## 概要、沿革
1999年漫唐堂以及其独立的漫画工作室——唐堂原创设里，并成为中国较早的动漫创作团体。动漫这个概念在中国还相当陌生的时候，唐庆清（QQ糖）便带着她的团队一边创作，一边探索中国的动漫之路。
在创办了“唐堂原创”，之后“唐堂原创网”，和“上海漫唐堂文化传播公司”也陆续成立。
随着电脑绘画技术不断的普及，漫唐堂在国内首先提出了“团队无纸化漫画创作模式”。CG作品成为其主打，也使得其作品以彩色漫画居多。
2005年由口袋巧克力创作的《1区212》在杂志《知音漫客》创刊号上开始连载，并在国内获得了相当大的反响。这部彩色都市四格漫画无论在故事情节上还是在作画质量上都可称上国内最高水准的漫画作品。《1区212》现已成为漫唐堂的主打作品之一，在读者和国内漫画业界都有着很高的评价。

## 主要作品（出版物）
作品按时间先后排序

### 漫画作品
- 《蝴蝶飞飞》全4册、全彩（2004年11月）
- 《蝙蝠少年》全10册（2005年1月）
- 《我的朋友罗赖把》（2005年7月）
- 《蝴蝶飞飞》法文版、8册全彩（2006年5月）
- 《谁说我爱你》（2006年8月）
- 《南山之忆》法文版、全彩
- 《百米飞翔》2册未完（2007年5月）
- 《1区212》全7册，全彩（2007年6月）

### 漫画教程
- 《CG城的精灵——精灵初现》（2002年8月）
- 《CG城的精灵——精灵闯天下》（2003年1月）
- 《现代动漫插画技法——表现篇》（2003年10月）
- 《现代动漫插画技法——实用篇》（2003年10月）
- 《三分钟成为卡通先锋》系列，填色（2006年1月）
  - 《三分钟成为卡通先锋——纯情卡哇伊篇》
  - 《三分钟成为卡通先锋——斗智斗勇篇》
  - 《三分钟成为卡通先锋——酷酷美人篇》
  - 《三分钟成为卡通先锋——天真少女篇》
  - 《三分钟成为卡通先锋——梦幻制服篇》
  - 《三分钟成为卡通先锋——勇者无惧篇》
- 《卡通制造》1-2（全）（2005年9月）
- 《CG城的精灵——天下任我行》（2006年8月）

### 少儿读物
- 《西游记——儿童益智游戏大全》1-3，多元智能游戏（2006年3月）
- 《哪吒传奇——儿童益智游戏大权》1-3，多元智能游戏（2006年5月）
- 《儿童多元智能蒙纸画》系列蒙纸画（2006年6月）
  - 《儿童多元智能蒙纸画——大闹天宫》
  - 《儿童多元智能蒙纸画——西天取经》
  - 《儿童多元智能蒙纸画——哪吒传奇》
  - 《儿童多元智能蒙纸画——封神演义》
  - 《儿童多元智能蒙纸画——天宫动物园》
- 《封神演义——立体多元益智书》1-4，多元智能游戏（2006年8月）
- 《多元智能儿童立体手工》系列，儿童手工（2006年9月）
  - 《多元智能儿童立体手工——动物世界——丛林走兽》
  - 《多元智能儿童立体手工——动物世界——神奇恐龙》
  - 《多元智能儿童立体手工——动物世界——五彩飞禽》
  - 《多元智能儿童立体手工——动物世界——快乐农场》
- 《多元智能儿童拼音故事》系列，拼音故事（2006年10月）
  - 《多元智能儿童拼音故事——西游记》
  - 《多元智能儿童拼音故事——哪吒传》
  - 《多元智能儿童拼音故事——封神榜》
- 《小书迷必读》系列插图漫画小说（2007年1月）
  - 《小书迷必读——超级冒险家——海底两万里》
  - 《小书迷必读——超级冒险家——80天环游地球》
  - 《小书迷必读——超级冒险家——时间机器》
  - 《小书迷必读——超级冒险家——鲁宾逊漂流记》
  - 《小书迷必读——超级冒险家——金银岛》
- 《漂亮宝贝剪贴书》1-6，儿童益智手工（2007年1月）
- 《立体剧场纸娃娃百变衣橱》1-8，儿童益智手工（2007年4月）
- 《多元智能儿童立体手工-童话世界》1-6，儿童文学+手工（2007年4月经）
- 《快乐亲子折纸》1-4，儿童益智手工（2007年4月）
- 《手工天堂-儿童益智手工帽》1-6，儿童益智手工（2007年5月）
- 《罗琳的故事》1-6，儿童益智手工（2007年5月）
- 《罗琳的故事-炫动靓色》1-2，儿童益智涂色（2007年5月）
- 《魔法师猫太》1-4，绘本+手工（2007年7月）

### 其他
- 《Cosplay嘉年华》红版、黑版（2004年1月）

## 获得荣誉
- 2005金龙奖年度内地最佳漫画创作机构
- 2008年中国创业投资价值榜新锐企业50强
- 荣获知音集团《知音漫客》优秀漫画连载作品金奖
- 文化部第二届中国原创手机动漫大赛“人气优胜奖”
- 2008年度ACM SIGGRAPH首届中国区作品征集静态入围作品奖
- 2004年电子工业出版社“最佳贡献奖”
- 公司作品《百米飞翔》荣获2005年金龙奖“故事漫画入围奖”

## 关连人物
口袋巧克力
唐庆清
刘辉